# Mungos gambianus
La mangosta gambiana (Mungos gambianus) es una especie de mamífero carnívoro que habita en las sabanas húmedas de noroccidente de África desde Gambia hasta Nigeria.

## Descripción
Esta especie tiene predominantemente un color marrón grisáceo. Tiene una franja obscura de pelo a los lados del cuello. La cola es corta, de forma cónica y tiene poco pelaje. Tienen cinco dedos en cada extremidad, que están al descubierto desde la planta del pie hasta la muñeca y el talón. Su rostro es corto y posee solo dos molares a cada lado de los maxilares. Tiene una dimorfismo sexual notable: las hembras poseen seis mamas.

## Dieta
La magosta gambiana es un comensal oportunista, con una dieta muy extensa. Son principalmente insectívoros, alimentándose con mayor frecuencia de escarabajos y milpiés Se alimenta también de roedores, reptiles y en ocasiones huevos.

## Comportamiento
La especie es diurna, gregaria y terrestre. Vive en grupos de 10 a 20 animales, pero se han observado asociaciones de más de 40 individuos. Los grupos están integrados por adultos de ambos sexos, que se alimentan juntos. Los encuentros entre diferentes grupos son con frecuencia ruidosos, con luchas entre grupos vecinos Esta mangosta es muy vocal, comunicándose con una gran variedad de sonidos. Un sonido que se asemeja al gorjeo de un ave, se utiliza para mantener el grupo unido mientras cazan. Otro sonido más fuerte y agudo se usa para indicar peligro.

## Reproducción
El apareamiento ocurre en cualquier momento del año, la mayoría de crías nacen durante la estación lluviosa. Todos los jóvenes del grupo se reproducen más o menos al mismo tiempo. Los grupos pueden reproducirse hasta cuatro veces cada año, pero cada hembra individual no se aparea con frecuencia. El nuevo apareamiento ocurre una a dos semanas después del nacimiento de las crías. Estas mangosta a veces se aparea con miembros de otros grupos, pero la mayoría lo hacen dentro del grupo. Mientras la madre busca alimento, dos machos montan guardia en la entrada de las guaridas. la especie practica la lactancia comunal; las crías maman de cualquier hembra en capacidad de lactar. Los jóvenes son destetados alrededor del mes de edad y a esa edad se integran al grupo del forrajeo.